# Roberta (film, 1935)
Pour les articles homonymes, voir Roberta.
Pour plus de détails, voir Fiche technique et Distribution.

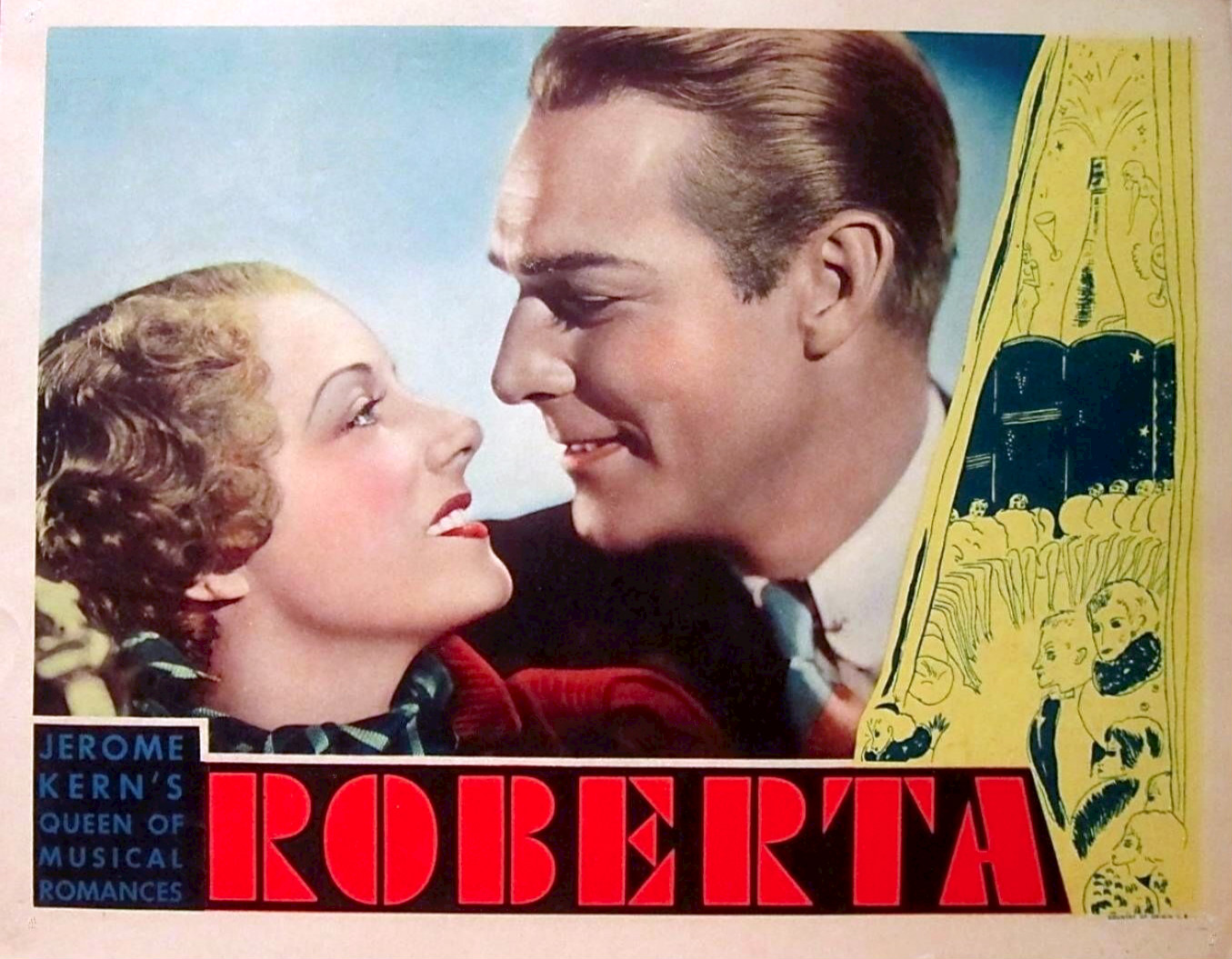
Irene Dunne et Randolph Scott

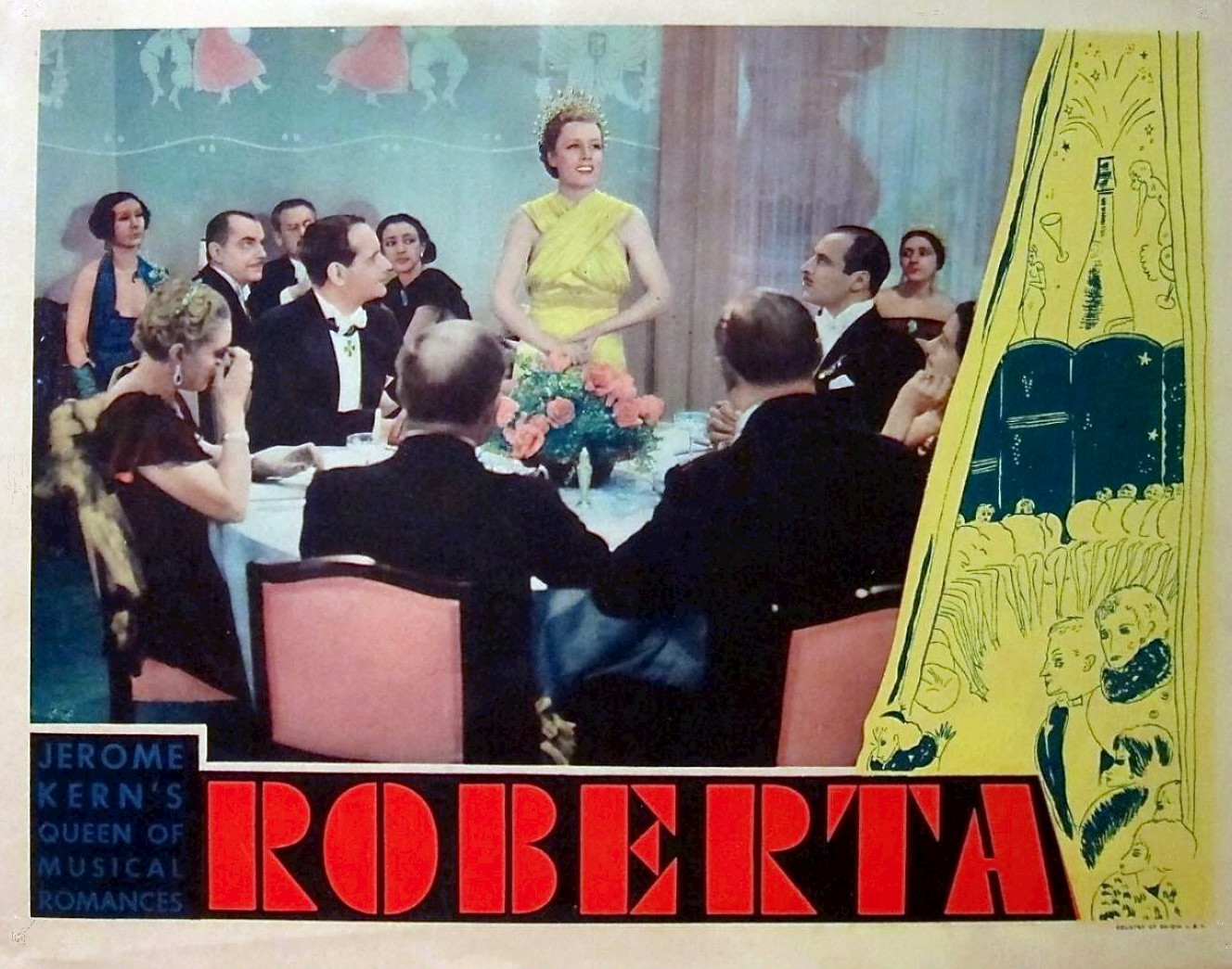
Irene Dunne au centre

Roberta (Roberta) est un film musical américain réalisé par William A. Seiter, sorti en 1935.

## Synopsis
Un groupe de joueurs de jazz se retrouve au chômage dans la ville de Paris.

## Fiche technique
- Titre français et original : Roberta
- Réalisation : William A. Seiter
- Scénario : Jane Murfin, Sam Mintz et Allan Scott d'après la comédie musicale Roberta d'Otto Harbach et Jerome Kern tirée du roman Gowns by Roberta d'Alice Duer Miller
- Photographie : Edward Cronjager, assisté de Robert De Grasse (cadreur, non crédité)
- Montage : William Hamilton
- Musique : Max Steiner et Jerome Kern
- Chorégraphie : Fred Astaire
- Assistant chorégraphie : Hermes Pan
- Direction artistique : Van Nest Polglase et Carroll Clark (associé)
- Décors : Thomas Little
- Costumes : Bernard Newman
- Producteur : Pandro S. Berman
- Société de production et de distribution : RKO Radio Pictures
- Budget : 610 000 $[réf. nécessaire]
- Pays de production :  États-Unis
- Langue : Anglais
- Format : Noir et Blanc - Son : Mono (RCA Victor System) -
- Genre : Film musical et comédie romantique
- Durée : 106 minutes
- Dates de sortie :
  - États-Unis : 7 mars 1935 (première à New York), 8 mars 1935 (sortie nationale)
  - France : 24 avril 1935

## Distribution
- Irene Dunne : Stephanie
- Fred Astaire : Huck Haines
- Ginger Rogers : Lizzie Gatz / Comtesse Scharwenka
- Randolph Scott : John Kent
- Helen Westley : Roberta / Minnie
- Claire Dodd : Sophie Teale
- Victor Varconi : Ladislaw
- Luis Alberni : Alexander Petrovitch Moskovich Voyda
- Ferdinand Munier : Lord Henry Delves
- Torben Meyer : Albert
- Adrian Rosley : Professeur
- Bodil Rosing : Fernande

Acteurs non crédités :
- Lucille Ball, Lynne Carver : Mannequins au défilé de mode
- Mary Forbes : Mrs. Rachel Teale
- Michael Visaroff : Serveur